# Pierre Georges Louis d’Hugues
Pierre Georges Louis d’Hugues gróf  (Orléans, 1873. november 8. – Versailles, 1961. augusztus 21.) francia vívó, olimpikon, nemes.
Részt vett az 1900. évi nyári olimpiai játékokon, Párizsban. Három vívószámban indult. Kardvívás, tőrvívás és párbajtőrvívás. Ezek közül tőrvívásban jutott a döntőbe és az 5. helyen végzett.
Az 1906. évi nyári olimpiai játékokon is elindult. (Ezt az olimpiát később a Nemzetközi Olimpiai Bizottság nem hivatalossá nyilvánította.) Négy vívószámban versenyzett. csapat párbajtőrben, amiben bajnok lett, tőrvívásban, amiben bronzérmes lett, párbajtőrvívásban és kardvívásban. Utóbbi kettőben helyezés nélkül zárt.